# Вібо (Монтана)
Вібо (англ. Wibaux) — місто (англ. town) в США, в окрузі Вайбо штату Монтана. Населення — 462 особи (2020).

## Географія
Вібо розташоване за координатами 46°59′12″ пн. ш. 104°11′24″ зх. д. / 46.98667° пн. ш. 104.19000° зх. д. (46.986646, -104.190019).  За даними Бюро перепису населення США в 2010 році місто мало площу 2,79 км², уся площа — суходіл.

### Клімат
| Клімат : Вібо         | Клімат : Вібо | Клімат : Вібо | Клімат : Вібо | Клімат : Вібо | Клімат : Вібо | Клімат : Вібо | Клімат : Вібо | Клімат : Вібо | Клімат : Вібо | Клімат : Вібо | Клімат : Вібо | Клімат : Вібо | Клімат : Вібо |
| Показник              | Січ.          | Лют.          | Бер.          | Квіт.         | Трав.         | Черв.         | Лип.          | Серп.         | Вер.          | Жовт.         | Лист.         | Груд.         | Рік           |
| Середній максимум, °C | −2,4          | 0,2           | 6,5           | 13,9          | 19,6          | 24,8          | 29,8          | 29,6          | 22,7          | 14,2          | 5,0           | −1,8          | 13,5          |
| Середній мінімум, °C  | −14,7         | −12,1         | −7            | −1,8          | 4,0           | 8,8           | 11,7          | 11,1          | 5,1           | −1,1          | −7,7          | −13,9         | −1,4          |
| Норма опадів, мм      | 6             | 6             | 16            | 34            | 59            | 70            | 51            | 35            | 37            | 32            | 11            | 6             | 364           |
| --------------------- | ------------- | ------------- | ------------- | ------------- | ------------- | ------------- | ------------- | ------------- | ------------- | ------------- | ------------- | ------------- | ------------- |
| Джерело: NOAA         |               |               |               |               |               |               |               |               |               |               |               |               |               |

## Демографія
Згідно з переписом 2010 року, у місті мешкало 589 осіб у 278 домогосподарствах у складі 153 родин. Густота населення становила 211 особа/км².  Було 308 помешкань (111/км²).
Расовий склад населення:
| - 96,4 % — білих - 0,7 % — азіатів - 0,5 % — корінних американців |

До двох чи більше рас належало 1,9 %. Частка іспаномовних становила 1,7 % від усіх жителів.
За віковим діапазоном населення розподілялося таким чином: 19,5 % — особи молодші 18 років, 55,4 % — особи у віці 18—64 років, 25,1 % — особи у віці 65 років та старші. Медіана віку мешканця становила 50,4 року. На 100 осіб жіночої статі у місті припадало 90,0 чоловіків;  на 100 жінок у віці від 18 років та старших — 90,4 чоловіків також старших 18 років.
Середній дохід на одне домашнє господарство  становив 42 129 доларів США (медіана — 29 750), а середній дохід на одну сім'ю — 53 998 доларів (медіана — 45 625). За межею бідності перебувало 22,2 % осіб, у тому числі 26,4 % дітей у віці до 18 років та 17,5 % осіб у віці 65 років та старших.
Цивільне працевлаштоване населення становило 251 осіб. Основні галузі зайнятості: освіта, охорона здоров'я та соціальна допомога — 31,5 %, сільське господарство, лісництво, риболовля — 17,5 %, роздрібна торгівля — 8,4 %, науковці, спеціалісти, менеджери — 8,4 %.